# SS Orbita
O SS Orbita foi um navio de passageiros britânico operado pela Pacific Steam Navigation Company e construído pelos estaleiros da Harland and Wolff em Belfast. Foi lançado ao mar em uma terça-feira no dia 7 de julho de 1914. Pertencia à mesma classe do Orduña e Orca.

## História
De 1921 a 1923, o Orbita foi fretado para operar em serviço da Royal Mail entre o Reino Unido e Nova Iorque. Em 1923, foi transferido para a Royal Mail, permanecendo com a companhia por três anos antes de voltar para a Pacific Steam Navigation Company.
Entre 1946 e 1950, o Orbita foi utilizado como um navio de tropas, além de transportar emigrantes para a Austrália e Nova Zelândia. A embarcação teve uma parte importante na história do multirracialismo no Reino Unido, chegando com o segundo grupo de imigrantes das Índias Ocidentais. Os passageiros fizeram parte do primeiro grande grupo de imigrantes das Índias Ocidentais no Reino Unido após a Segunda Guerra Mundial.

### Serviço de guerra
O Orbita entrou em serviço em plena Primeira Guerra Mundial, sendo assim, operou como um cruzador mercante armado e mais tarde como um navio de tropas, adiando sua viagem inaugural como navio de passageiros até 1919, onde partiu de Liverpool com destino ao Rio de Janeiro. Em 1941, durante a Segunda Guerra Mundial, foi novamente requisitado como um navio de tropas, onde deixou Durban e transportou 268 homens para o porto de Liverpool em 12 de setembro.

## Aposentadoria
O Orbita foi desmontado em outubro de 1950 na cidade de Newport, no sul do País de Gales.